# Artemão
Artemão ou Artemas (floresceu c. 230) foi um proeminente professor cristão de Roma, que defendeu opiniões adocionistas ou antitrinitaristas. Pouco se sabe ao certo sobre a sua vida.

## Biografia
Artemão é mencionado como sendo o líder de uma seita antitrinitarista de Roma, no século III. Eusébio de Cesareia o descreve como precursor de Paulo de Samósata, uma opinião confirmada pelos Atos de um concílio realizado em Antioquia em 264, que ligam os dois nomes como unidos em mútua comunhão e apoio. Eusébio e Teodoreto descrevem seus ensinamentos como uma negação da divindade de Cristo e a afirmação de que Ele não foi mais do que um puro homem, a falsificação de Bíblia e um apelo à tradição em apoio de seus erros doutrinários. Os dois autores mencionam refutações: Eusébio, uma obra sem título e Teodoreto, uma conhecida como O Pequeno Labirinto, que tem sido atribuída a um padre romano chamado Caio, e mais recentemente a Hipólito de Roma, o suposto autor da Philosophoumena.

## O relato de Eusébio
O principal relato sobre Artemão é encontrado em História Eclesiástica, livro V, capítulo XXVIII, de Eusébio de Cesareia, e fala como se segue:
"Dizem mesmo que todos os primeiros, inclusive os próprios apóstolos, receberam e ensinaram isto que agora eles estão dizendo, e que se conservou a verdade da pregação até os tempos de Vítor, que era o décimo terceiro bispo de Roma desde Pedro, mas que, a partir de seu sucessor, Zeferino, falsificou-se a verdade. O dito poderia ser convincente, se em primeiro lugar as divinas Escrituras não o contradissessem. E também há obras de alguns irmãos anteriores aos tempos de Vítor, obras que eles escreveram contra os pagãos e contra as heresias de então em defesa da verdade. Refiro-me às de Justino, Milcíades, Taciano, Clemente e muitos outros, todas obras que atribuem a divindade a Cristo. Porque, quem desconhece os livros de Irineu, de Meliton e dos restantes, livros que proclamam a Cristo Deus e homem? E os muitos salmos e cânticos escritos desde o princípio por irmãos crentes, que cantam hinos ao Verbo de Deus, ao Cristo, atribuindo-lhe a divindade? Como pois, estando declarado o pensamento da Igreja desde há tantos anos pode-se admitir que os anteriores a Vítor o tenham proclamado no sentido que dizem estes?"

### Silogismos e Geometria
Eusébio afirma que:
"Adulteraram sem escrúpulo as divinas Escrituras e violaram a regra da fé primitiva; e desconheceram a Cristo por não investigar o que dizem as divinas Escrituras, em vez de andar trabalhosamente exercitando-se em encontrar uma figura de silogismo para legitimar seu ateísmo. Porque, se alguém lhes apresenta uma sentença da Escritura divina, começam a discorrer que figura de silogismo se pode fazer, se conexo ou disjuntivo. Deixaram as Santas Escrituras de Deus e se ocupam de Geometria, como quem é da terra; falam por influência da terra e desconhecem o que vem de cima. Pelo menos entre alguns deles estuda-se com afã a geometria de Euclides e se admira Aristóteles e Teofrasto, porque Galeno talvez seja até adorado por alguns.